# Gabriella Rocha (nadadora)
Gabriela Campagnoli Rocha (Vitória, 20 de maio de 1995) é uma nadadora brasileira.
Gabriela é capixaba e começou a nadar aos 5 anos de idade e desde então nunca mais parou. Se filiou a Federação Aquática Capixaba (FAC) e a Confederação Brasileira de Desportos Aquáticos (CBDA) aos 9 anos.

## Trajetória esportiva
- Aos 14 anos integrou a equipe do Clube de Natação e Regatas Álvares Cabral (ES) onde consagrou-se campeã brasileira diversas vezes nas categorias de base e participou de seleções brasileiras de categoria.
- Aos 16 anos de idade integrou a delegação nacional que disputou os Jogos Pan-Americanos de 2011 em Guadalajara, no México, ganhando a medalha de prata nos 4x200 metros livre[4] por participar das eliminatórias da prova.[5] Também ficou em 12º lugar nos 800 metros livre.[3]
- 10º lugar Campeonato Mundial Junior 2012, Canadá
- Em 2013 passou a defender as cores  do Sport Club Corinthians Paulista (SP)
- Campeã Brasileira nos 200m borboleta 2013
- Medalha de prata nos 200m borboleta no Torneio OPEN de Natação 2013
- Medalha de prata nos 200m borboleta, Campeonato Maria Lenk 2014
- Campeã Brasileira Junior nos 200m borboleta (Campeonato de Inverno e de Verão) 2014
- Recordista nos 200m borboleta do Campeonato Brasileiro Júnior de Inverno
- Medalha de prata Troféu OPEN de Natação 2014
- Medalha de prata nos 200m borboleta no Troféu Maria Lenk 2015
- Medalha de prata Torneio Open de Natação 2015
- Campeonato Sul Americano Absoluto 2016
- Brasil nos Jogos Pan-Americanos de 2011